# السفارة السعودية في فنلندا
سفارة المملكة العربية السعودية في جمهورية فنلندا، هي بعثة دبلوماسية سعودية تقع في العاصمة فنلندية هلسنكي ويترأس البعثة سفير خادم الحرمين الشريفين نسرين بنت حمد الشبل.

## سفراء السعودية في فنلندا
| السفير               | الفترة من  | ملاحظات |
| -------------------- | ---------- | ------- |
| نسرين بنت حمد الشبل  | يناير 2023 | [ 3 ]   |
| فيصل بن إبراهيم غلام | إبريل 2018 | [ 4 ]   |

## وصلات خارجية
- موقع سفارة المملكة العربية السعودية السعودية في فنلندا
- وزارة الخارجية السعودية (بالعربية)
- Ministry of Foreign Affairs of Kingdom of Saudi Arabia (بالإنجليزية)